# Novella d'Andrea
Novella d'Andrea, född i Bologna, död 1333, var en italiensk advokat och professor i juridik vid universitetet i Bologna. 
Novella d'Andrea var dotter till Giovanni d'Andrea, professor i kanonisk lag på Bologna universitet. Hon blev undervisad av sin far och undervisade själv då hon övertog hans föreläsningar som vikarie under hans frånvaro. Enligt Christine de Pizan undervisade hon dold bakom ett draperi för att inte studenterna skulle distraheras av hennes skönhet. Hon gifte sig med advokaten Giovanni Caldesimus och dog ung. Hennes far gav sitt verk om Gregorius X namnet Novellae efter henne. Även hennes syster, Bettina d'Andrea, undervisade i juridik och filosofi, vid universitetet i Padua, där även hennes man arbetade, till sin död 1335.